# Romell Brathwaite
Romell Brathwaite (sinh ngày 18 tháng 3 năm 1982) là một cầu thủ bóng đá người Barbados thi đấu cho Notre Dame, ở vị trí hậu vệ.

## Sự nghiệp
Brathwaite thi đấu cho đội tuyển quốc gia Barbados giai đoạn 2003-2008, bao gồm 3 trận vòng loại giải vô địch bóng đá thế giới.